# Fredrik Ferdinand Carlson

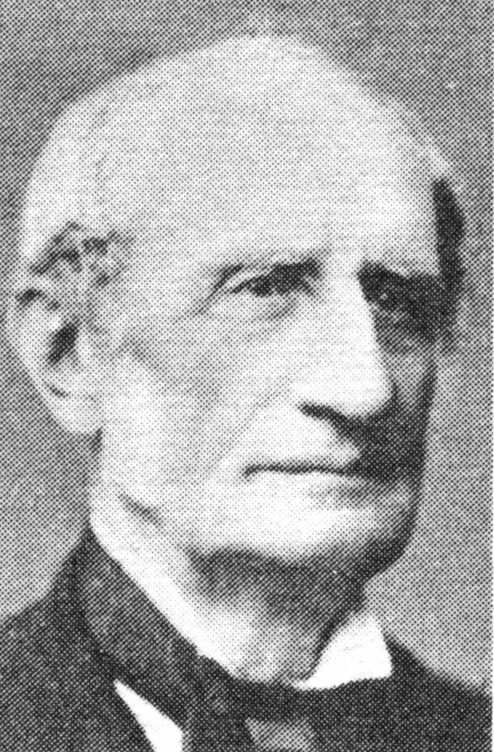
Fredrik Ferdinand Carlson

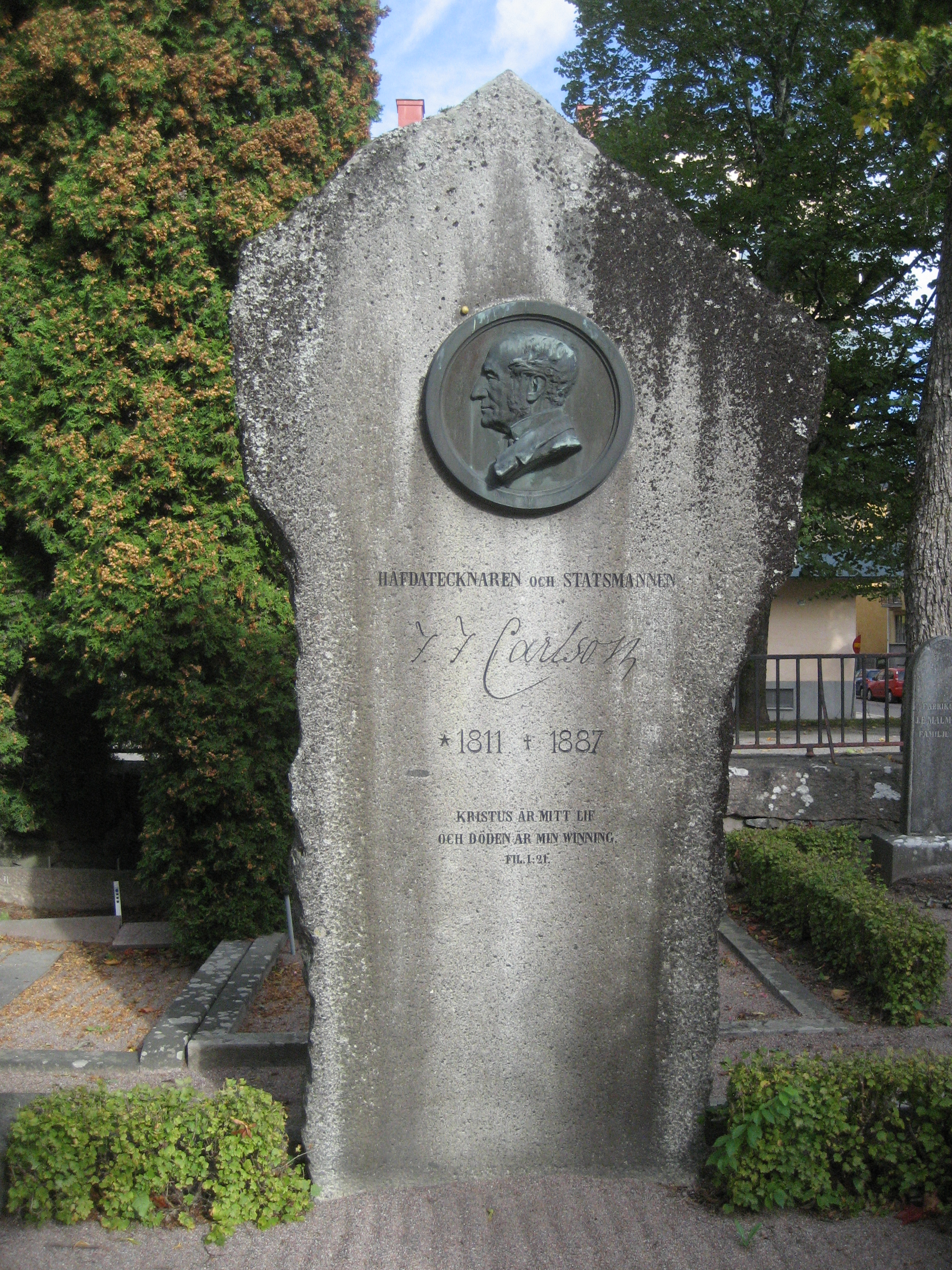
Grab (Uppsala)

Fredrik Ferdinand Carlson (* 13. Juni 1811 auf Karlshamn, Gemeinde Knivsta; † 18. März 1887 in Stockholm) war ein schwedischer Historiker und Politiker.

## Leben
Carlson schrieb sich bereits mit 14 Jahren an der Universität Uppsala ein und studierte dort bis zu seinem Magisterexamen Philosophie. Er war u. a. ein Schüler Leopold von Rankes. Nach seinem Studium begab er sich 1834 auf Wissenschaftsreise durch Deutschland, die Schweiz und Italien, wo er sich längere Zeit in Rom aufhielt. Er kehrte 1836 durch Österreich, Frankreich und Preußen zurück nach Schweden. Während seiner Reise zum Dozenten für Geschichte an der Universität Uppsala ernannt, wurde er 1837 in Stockholm Privatlehrer der Söhne König Oskars, der Prinzen Karl, Franz Gustav und Oskar.
1844 wurde er zum Adjunkt der Geschichte und Statistik ernannt und erhielt 1849 die durch Erik Gustaf Geijers Tod erledigte Professur der Geschichte in Uppsala. 1860/61 amtierte er als Rektor der Universität. 1849 zum Mitglied der Königlichen Gesellschaft der Wissenschaften in Uppsala, 1855 der Kungliga Vitterhets Historie och Antikvitets Akademien, 1858 der Schwedischen Akademie der Wissenschaften, 1859 der Schwedischen Akademie und 1863 der Göttinger Akademie der Wissenschaften ernannt, schied er 1863 aus seinem Lehramt, um als Minister (statsråd) die Verwaltung des Kultusministeriums zu übernehmen, die er bis 1870 und zum zweiten Mal von 1875 bis 1878 innehatte. In dieser Funktion führte er eine Reform des schwedischen Schulwesens durch. Carlson war während der letzten sechs Jahren des Ständereichstages Mitglied des Pfarrerstandes und von 1873 bis zu seinem Tod Mitglied der ersten Kammer des schwedischen Reichstags. 1875 wurde er als auswärtiges Mitglied in die Bayerische Akademie der Wissenschaften aufgenommen. 1878 wurde er Ehrenmitglied der Königlichen Physiographischen Gesellschaft in Lund, 1881 wurde er mit dem Seraphinenorden ausgezeichnet.
Fredrik Ferdinand Carlson war zweimal verheiratet. Seine erste Frau war Beata Charlotta von Post († 1841). Aus der zweiten Ehe mit Ulrika Christina Wahrolin gingen zwei Kinder hervor: Ernst Carlson (1854–1909), Historiker, Pädagoge, Politiker und Mitglied des Reichstages und der spätere Justizrat Gustaf Carlson (1861–1936).

## Werke
Carlson ist als historischer Schriftsteller sehr fruchtbar gewesen; sein Hauptwerk ist die in sachlicher und formeller Hinsicht sehr anerkennenswerte Geschichte Schwedens (deutsch Gotha 1855–87), die er als Fortsetzung (Bd. 4–6) des von Geijer begonnenen Werkes für die Heeren-Ukertsche Sammlung Geschichte der europäischen Staaten verfasste. Diese erschien auch in schwedischer Sprache als Sveriges historia under konungarne af Pfalziska huset (Stockholm 1855–83, Band 1–7; bis 1706).
Weitere Schriften:
- Om stats-hvälfningen i Sverige under konung Carl XIs regering (Stockholm 1856)
- Om fredsunderhandlingarne åren 1709-18 (ebd. 1857)
- Om den Svenska statsförwaltningens förändrade skick under konung Carl XIs regering (1858)
- Om 1680 års riksdag (ebd. 1860).